# Fuerzas del orden federales en Estados Unidos
El gobierno federal de Estados Unidos cuenta con una amplia variedad de fuerzas de seguridad encargadas de velar por el cumplimiento de la ley y de mantener el orden público en relación con asuntos que afectan al país en su conjunto.
Si bien la mayoría de los empleados federales trabajan para el Departamento de Justicia y el Departamento de Seguridad Nacional, hay docenas, o menos, de otras agencias federales de policía que están bajo la dirección de los otros departamentos ejecutivos, así como bajo las ramas legislativa y judicial del gobierno federal.
Diferentes organismos federales policiales tienen autoridad según lo previsto en el Código de Estados Unidos. La mayoría están limitadas por el Código de Estados Unidos a la hora de investigar asuntos que están explícitamente dentro del ámbito de competencias del gobierno federal. Existen excepciones con algunas agencias y funcionarios que hacen cumplir los códigos de los estados de Estados Unidos y las tribus de nativos americanos en Estados Unidos. Algunos organismos federales de investigación se han vuelto más amplios en la práctica, especialmente desde la aprobación de la Ley Patriótica de Estados Unidos en octubre de 2001.
El Departamento de Justicia de Estados Unidos ha sido en el pasado, y sigue siendo en la actualidad, el departamento más preeminente en cuanto a acopio de agencias federales de policía. Se ha encargado de la mayor parte de las funciones policiales a nivel federal y de ella forman parte el Servicio de Alguaciles, la Oficina Federal de Investigación (FBI), la Administración Antinarcóticos (DEA), la Oficina de Alcohol, Tabaco, Armas de Fuego y Explosivos (ATF), la Oficina Federal de Prisiones, junto con otras muchas más.
No obstante, el Departamento de Seguridad Nacional pasó a ser el departamento con mayor cantidad de funcionarios y agentes federales armados juramentados desde su creación en 2002 en respuesta a los ataques terroristas del 11 de septiembre de 2001, al autorizarse la creación de agencias que eran vistas como imprescindibles en el desempeño de ciertas funciones para la protección del país contra el terrorismo. Entre ellas se encuentran grandes agencias como el Servicio de Inmigración y Control de Aduanas, el Servicio Secreto, la Guardia Costera, la Administración de Seguridad del Transporte, la Oficina de Aduanas y Protección Fronteriza (creada mediante la combinación de antiguas agencias, como la Patrulla Fronteriza, el Servicio de Aduanas y el Servicio de Inspección de Salud Animal y Vegetal del Departamento de Agricultura de Estados Unidos en una sola agencia dentro del Departamento de Seguridad Nacional.

## Historia

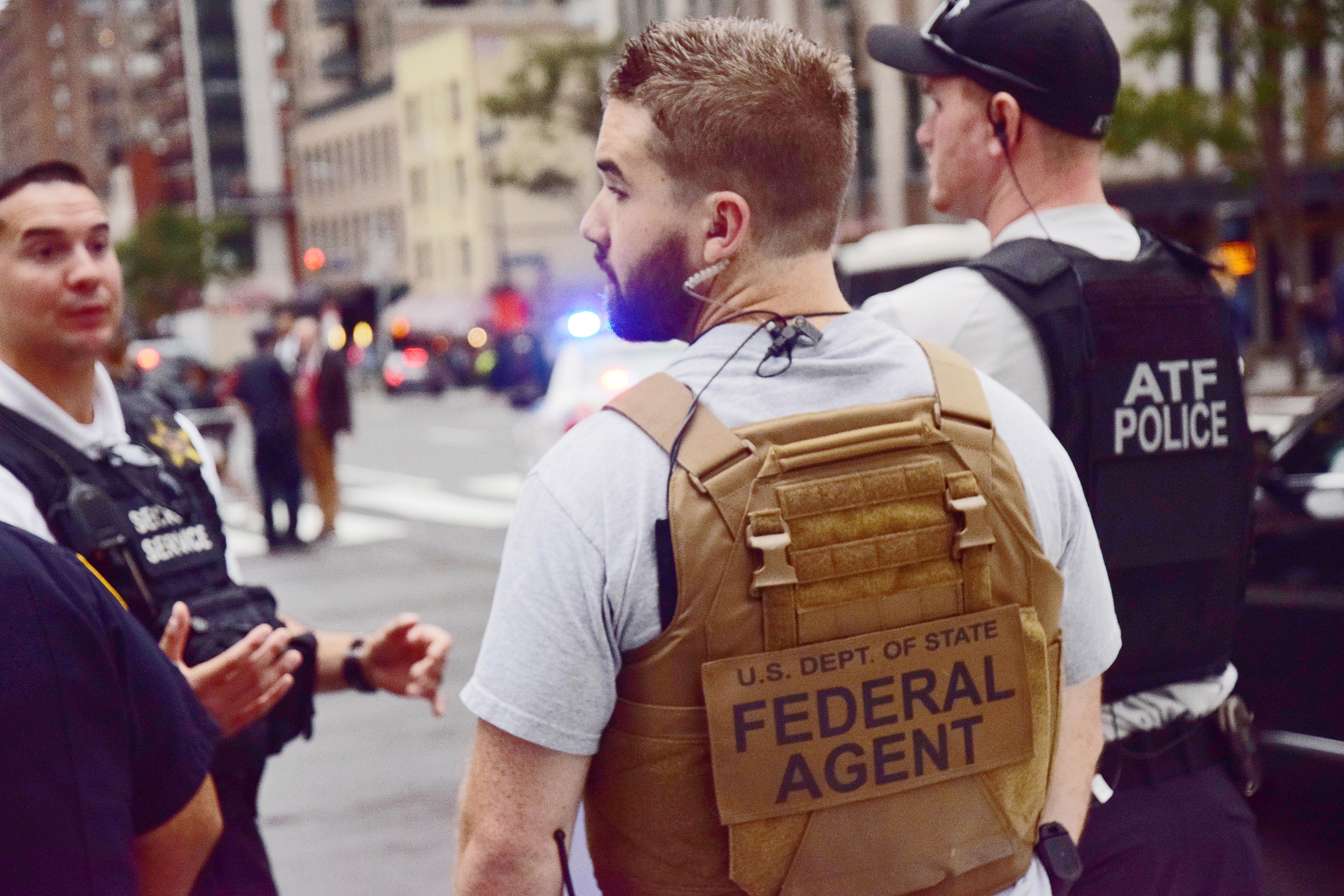
Las agencias federales trabajan junto con otras fuerzas del orden durante determinados eventos, como visitas presidenciales a la Asamblea General de las Naciones Unidas en Nueva York. En la imagen pueden verse a agentes representando y trabajando para las respectivas agencias federales de policía de tres departamentos ejecutivos, el de la izquierda es del Servicio Secreto (del Departamento de Seguridad Nacional), el del centro es del Servicio de Seguridad Diplomática (del Departamento de Estado) y el de la derecha es de la Oficina de Alcohol, Tabaco, Armas de Fuego y Explosivos. (del Departamento de Justicia.)

Las fuerzas del orden federales (o las agencias federales de policía) en Estados Unidos cuentan con más de doscientos años en su haber. Por ejemplo, el Servicio de Inspección Postal puede trazar sus orígenes hasta 1772, mientras que el Servicio de Alguaciles data de 1789.
Otras agencias, como el FBI, son relativamente recientes, y se crearon a principios del siglo XX. Otras agencias han experimentado ciertas reformas, como la Oficina de Alcohol, Tabaco, Armas de Fuego y Explosivos, que comenzó su andadura en 1972, aunque tuvo sus inicios en 1886.
Algunas agencias federales de policía se han creado después de haberse fusionado con otras agencias a lo largo de los años, como la Oficina de Aduanas y Protección Fronteriza y la Oficina de Alcohol, Tabaco, Armas de Fuego y Explosivos.
Las fuerzas del orden militar, aunque federales, son un tanto diferentes, en el sentido de que pueden o no estar en servicio activo o ser civiles, según su trabajo (ver la lista de abajo).

## Lista de Agencias Federales de Cumplimiento de la Ley y unidades de Agencias

### Rama Ejecutiva
Departamento de Agricultura
- Oficina de Ayuda del Secretario de Agricultura.
- Oficina del Inspector General (USDA-OIG).
- Servicio Forestal de los Estados Unidos (USFS).
  - Aplicación de la Ley del Servicio Forestas de los Estados Unidos (USFS - LEI).
- Servicio de Inspeccion de Sanidad Animal y Vegetal (APHIS IES).

Departamento de Comercio
- Oficina del Inspector General (DOC-OIG)
- Oficina de Seguridad (DOC-OS).
  - Policía del Departamento del Comercio de los Estados Unidos.
- Oficina de Industria y Seguridad (BIS).
  - Oficina de Ejecución de Exportaciones (OEE).
- Instituto Nacional de Estándares y Tecnología (NIST).
  - Policía del Instituto Nacional de Estándares y Tecnología.
- Oficina Nacional de Administración Oceánica y Atmosférica (NOA).
  - Servicio Nacional de Pesca Marina (NMFS).
    - Oficina de Aplicación de la Ley (OLE).

Departamento de Defensa.
- Oficina del Inspector General(DoD-OIG).
  - Servicio de Invertigación Criminal de Defensa (DCIS).
- Agencía de Protección de la Fuerza Del Pentágono (FPFA).
  - Policía del Pentágono (PPD).
- Policía del Departamento de Defensa (DoD Police)
- Agencía de Logística de Defensa (DLA)
  - Policía de la Agencia de Logística de Defensa